# 1986-os wimbledoni teniszbajnokság
Az 1986-os wimbledoni teniszbajnokság az év harmadik Grand Slam-tornája, a wimbledoni teniszbajnokság 100. kiadása volt, amelyet június 23–július 6. között rendeztek meg. A férfiaknál a német Boris Becker, nőknél az amerikai Martina Navratilova nyert.

## Döntők

### Férfi egyes
Boris Becker -  Ivan Lendl, 6-4, 6-3, 7-5

### Női egyes
Martina Navratilova -  Hana Mandlíková, 7-6(7-1), 6-3

### Férfi páros
Joakim Nyström /  Mats Wilander -  Gary Donnelly /  Peter Fleming, 7-6(7-4), 6-3, 6-3

### Női páros
Martina Navratilova /  Pam Shriver -  Hana Mandlíková /  Wendy Turnbull, 6-1, 6-3

### Vegyes páros
Ken Flach /  Kathy Jordan -  Heinz Günthardt /  Martina Navratilova, 6-3, 7-6(9-7)

## Juniorok

### Fiú egyéni
Eduardo Vélez –  Javier Sánchez 6–3, 7–5

### Lány egyéni
Natallja Zverava –  Leila Meskhi 2–6, 6–2, 9–7

### Fiú páros
Tomás Carbonell /  Petr Korda –  Shane Barr /  Hubert Karrasch 6–1, 6–1

### Lány páros
Michelle Jaggard /  Lisa O'Neill –  Leila Meskhi /  Natallja Zverava 7–6(3), 6–7(4), 6–4